# Laguna Grande (Cuenca del río Huasco)
La laguna Grande es una masa de agua superficial ubicada en el Alto del Carmen, Región de Atacama. Su emisario es el río Laguna Grande que las lleva hasta el río Conay de la cuenca del río Huasco.

## Historia
Luis Risopatrón lo describió en su Diccionario Jeográfico de Chile (1924):: 359 
Grande (Laguna). De reducida estensión, de trasmisión, se encuentra en el cajón del río de La Laguna Grande, del de Conai del de El Tránsito; en su desahue se ha construido un dique de mampostería para regularizar la salida de aguas.